# Solomon Burke
Solomon Burke (Filadèlfia, 21 de març de 1940 - Amsterdam-Schiphol, 10 d'octubre de 2010) fou un músic pioner del soul i del country estatunidenc i membre del prestigiós museu Rock and Roll Hall of Fame.

## Biografia
Va començar la seva vida adulta com a predicador a Filadèlfia, i molt aviat va passar a realitzar un show radiofònic de gospel. En la dècada dels 60 va signar un contracte musical amb Atlantic Records i va començar a dedicar-se a la música de caràcter més secular. El seu primer èxit va ser "Just Out Of Reach Of My Open Arms", una versió d'una cançó country. Encara que va obtenir gran acceptació en el cercle artístic i entre els crítics, arribant a alguns èxits en els gèneres de Rhythm and blues i de pop, Burke mai va aconseguir arribar a les grans masses tal com van fer Sam Cooke i Otis Redding.
El seu major èxit va ser una versió de "Proud Mary", de Creedence Clearwater Revival. Una altra de les seves cançons més conegudes és "Cry to me", usada en la famosa escena del ball de seducció en la pel·lícula Dirty Dancing. El 1964 va escriure i va gravar "Everybody Needs Somebody To Love", la seva aposta més prominent en el soul durador.
A més de la immediata versió dels The Rolling Stones, aquesta cançó va ser també adaptada per Wilson Pickett, i gairebé una dècada i mitja després, el 1980, va ser utilitzada en la banda sonora de la pel·lícula The Blues Brothers. La seva carrera va ressuscitar d'alguna manera el 2002, amb la publicació de Don't Give Up On Me, on interpreta les composicions escrites especialment per a l'àlbum d'alguns dels millors artistes mundials, com Bob Dylan, Brian Wilson, Van Morrison, Elvis Costello i Tom Waits.
Burke realitzà diverses col·laboracions tant en la petita com en la pantalla gran, i les seves gires arriben a penjar el cartell de "no hi ha entrades", com va ocórrer en el Royal Albert Hall de Londres durant la seva gira de tardor al Regne Unit.
Burke era pare de 21 fills (14 filles i 7 fills), tenia 90 nets i 19 besnets. Alguns dels seus fills i nets es dediquen professionalment en diferents camps de la indústria musical, encara que cap ha aconseguit el renom del seu patriarca. Al setembre de 2006, Burke va tornar a les seves arrels country amb la publicació d'un àlbum de 14 cançons sota el nom de "Nashville", produït per Buddy Miller. Algunes de les veus convidades inclouen a Emmylou Harris, Dolly Parton, Patty Griffin, Gillian Welch i Patty Loveless.

## Mort de l'artista
Les causes de la mort de l'artista, el 10 d'octubre de 2010 no s'han aclarit. Primer es va dir que havia mort en un avió a l'Aeroport d'Amsterdam-Schiphol mentre que després es va afirmar que va ocórrer durant un vol entre Los Angeles i Amsterdam, ciutat on havia de fer un concert amb De Dijk el 12 d'octubre. Tot i que hi ha dubtes sobre les causes de la seva mort, segons la seva família, Burke ha mort de causes naturals.

## Discografia
- 1962 - Solomon Burke (Kenwood)
- 1964 - Rock 'n' Soul (Atlantic Records)
- 1965 - The Rest of Solomon Burke (Atlantic)
- 1968 - I Wish I Knew (Atlantic)
- 1968 - King Solomon (Sequel)
- 1969 - Proud Mary
- 1972 - King Heavy
- 1972 - Electronic Magnetism
- 1974 - I Have a Dream
- 1975 - Back to My Roots
- 1975 - Music to Make Love By
- 1979 - Sidewalks, Fences & Walls
- 1979 - Lord We Need a Miracle
- 1979 - Get up and Do Something
- 1981 - King of Rock 'n' Soul
- 1983 - Take Me, Shake Me (directe)
- 1985 - Soul Alive!
- 1986 - A Change Is Gonna Come
- 1987 - Love trap
- 1990 - Into My Life You Came
- 1990 - This Is His
- 1990 - Homeland
- 1993 - Soul of the Blues
- 1994 - Live at House of Blues
- 1997 - Definition of Soul
- 1998 - We Need a Miracle
- 1999 - Not by Water But Fire This Time
- 2002 - Soulman
- 2002 - Don't Give Up On Me
- 2002 - The Incredible Solomon Burke at His Best
- 2003 - The Apollo Album
- 2005 - Make Do With What You Got
- 2006 - Nashville